# 佛山市人民代表大会常务委员会
佛山市人民代表大会常务委员会（简称佛山市人大常委会）是中华人民共和国广东省佛山市地方国家权力机关佛山市人民代表大会的常设机关，对佛山市人民代表大会负责并报告工作。

## 职权
根据《中华人民共和国地方各级人民代表大会和地方各级人民政府组织法》第五十条，佛山市人民代表大会常务委员会行使下列职权：
1. 在佛山市行政区域内，保证宪法、法律、行政法规和广东省人民代表大会及其常务委员会决议的遵守和执行；
2. 领导或者主持佛山市人民代表大会代表的选举；
3. 召集佛山市人民代表大会会议；
4. 讨论、决定佛山市行政区域内的政治、经济、教育、科学、文化、卫生、生态环境保护、自然资源、城乡建设、民政、社会保障、民族等工作的重大事项和项目；
5. 根据佛山市人民政府的建议，审查和批准佛山市行政区域内的国民经济和社会发展规划纲要、计划和本级预算的调整方案；
6. 监督佛山市行政区域内的国民经济和社会发展规划纲要、计划和预算的执行，审查和批准本级决算，监督审计查出问题整改情况，审查监督政府债务；
7. 监督佛山市人民政府、佛山市监察委员会、佛山市中级人民法院和佛山市人民检察院的工作，听取和审议有关专项工作报告，组织执法检查，开展专题询问等；联系佛山市人民代表大会代表，受理人民群众对上述机关和国家工作人员的申诉和意见；
8. 监督佛山市人民政府对国有资产的管理，听取和审议佛山市人民政府关于国有资产管理情况的报告；
9. 听取和审议佛山市人民政府关于年度环境状况和环境保护目标完成情况的报告；
10. 听取和审议备案审查工作情况报告；
11. 撤销下一级人民代表大会及其常务委员会的不适当的决议；
12. 撤销佛山市人民政府的不适当的决定和命令；
13. 在佛山市人民代表大会闭会期间，决定佛山市人民政府副市长的个别任免；在佛山市人民政府市长和佛山市监察委员会主任、佛山市中级人民法院院长、佛山市人民检察院检察长因故不能担任职务的时候，根据主任会议的提名，从佛山市人民政府、佛山市监察委员会、佛山市中级人民法院、佛山市人民检察院副职领导人员中决定代理的人选；决定代理检察长，须报广东省人民检察院和广东省人民代表大会常务委员会备案；
14. 根据佛山市人民政府市长的提名，决定佛山市人民政府秘书长、局长、委员会主任、科长的任免，报广东省人民政府备案；
15. 根据佛山市监察委员会主任的提名，任免佛山市监察委员会副主任、委员；
16. 按照人民法院组织法和人民检察院组织法的规定，任免佛山市中级人民法院副院长、庭长、副庭长、审判委员会委员、审判员，任免佛山市人民检察院副检察长、检察委员会委员、检察员，批准任免下一级人民检察院检察长；
17. 在佛山市人民代表大会闭会期间，决定撤销个别副市长的职务；决定撤销由它任命的佛山市人民政府其他组成人员和佛山市监察委员会副主任、委员，佛山市中级人民法院副院长、庭长、副庭长、审判委员会委员、审判员，佛山市人民检察院副检察长、检察委员会委员、检察员，中级人民法院院长，人民检察院分院检察长的职务；
18. 在佛山市人民代表大会闭会期间，补选广东省人民代表大会出缺的代表和罢免个别代表。

## 机构设置
佛山市人民代表大会常务委员会机构设置如下：
- 佛山市人民代表大会常务委员会办公室
- 法制工作委员会
- 监察和司法工作委员会
- 财政经济工作委员会
- 教育科学文化卫生工作委员会
- 城乡建设环境与资源保护工作委员会
- 选举联络人事任免工作委员会
- 农村农业工作委员会
- 华侨民族外事工作委员会
- 代表资格审查委员会

## 现任领导
| 姓名   | 职务              | 政党       | 出生年月           | 籍贯     | 性别 | 民族 | 其他职务 |
| ------ | ----------------- | ---------- | ------------------ | -------- | ---- | ---- | --- |
| 胡钛   | 主任 党组书记     | 中国共产党 | 1964年4月（60岁）  | 湖南双峰 | 男   | 汉族 | |
| 刘珊   | 副主任 党组副书记 | 中国共产党 | 1967年6月（57岁）  | 广东大埔 | 女   | 汉族 | |
| 李坚   | 副主任 党组成员   | 中国共产党 | 1964年10月（60岁） | 广东兴宁 | 男   | 汉族 | 中国共产党云浮市委员会常委 中国共产党云浮市人民政府党组成员 云浮市人民政府副市长 佛山对口帮扶云浮指挥部总指挥 |
| 徐东涛 | 副主任 党组成员   | 中国共产党 | 1963年9月（61岁）  | 浙江东阳 | 男   | 汉族 | 中国共产党佛山市总工会党组书记 佛山市总工会主席                                                               |
| 张朝志 | 副主任 党组成员   | 中国共产党 | 1964年5月（60岁）  |          | 男   | 汉族 | |
| 杨永泰 | 副主任 党组成员   | 中国共产党 | 1967年2月（58岁）  | 云南大理 | 男   | 白族 | |
| 贾伟   | 副主任            | 无党派     | 1968年3月（57岁）  |          | 男   | 汉族 | |
| 洪普清 | 秘书长 党组成员   | 中国共产党 | 1982年7月（42岁）  |          | 男   | 汉族 | 中国共产党佛山市人民代表大会常务委员会机关党组书记 佛山市人民代表大会常务委员会办公室主任                     |

## 历任领导

### 第七届人民代表大会
任期（1980年8月28日－1983年6月1日，地市合并前）：

| - 主 任：邓振南（1980年8月28日－1983年6月1日） | - 副主任：原庭学（1980年8月28日－1983年6月1日） - 副主任：王应杰（1980年8月28日－1983年6月1日） - 副主任：周 兰（1980年8月28日－1983年6月1日） - 副主任：潘国安（1980年8月28日－1983年6月1日） |

任期（1983年6月1日－1983年10月19日，地市合并后）：

| - 主 任：邓振南（1983年6月1日－1983年10月19日） | - 副主任：原庭学（1983年6月1日－1983年10月19日） - 副主任：王应杰（1983年6月1日－1983年10月19日） - 副主任：周 兰（1983年6月1日－1983年10月19日） - 副主任：潘国安（1983年6月1日－1983年10月19日） |

### 第八届人民代表大会
任期（1983年10月19日－1988年5月16日）：

| - 主 任：吕金湖（1983年10月19日－1987年5月8日） - 主 任：任成秀（1987年5月9日－1988年5月16日） | - 副主任：刘 楷（1983年10月19日－1986年4月12日） - 副主任：刘 波（1983年10月19日－1986年4月12日） - 副主任：宋绍平（1983年10月19日－1987年5月8日） - 副主任：戴竹森（1983年10月19日－1986年4月12日） - 副主任：叶 松（1983年10月19日－1988年5月16日） - 副主任：王应杰（1983年10月19日－1988年5月16日） - 副主任：雷 佳（1983年10月19日－1988年5月16日） - 副主任：夏钟洁（1983年10月19日－1988年5月16日） - 副主任：肖志刚（1984年8月2日－1986年4月12日） - 副主任：乔群起（1987年5月8日－1988年5月16日） |

### 第九届人民代表大会
任期（1988年5月16日－1993年4月17日）：

| - 主 任：任成秀（1988年5月16日－1990年4月16日） - 主 任：叶 谷（1990年4月16日－1992年3月21日） - 主 任：韩 英（1992年3月21日－1993年4月17日） | - 副主任：乔群起（1988年5月16日－1992年10月23日） - 副主任：杨庆仁（1988年5月16日－1993年4月17日） - 副主任：邹明远（1988年5月16日－1992年10月23日） - 副主任：黄翠英（1988年5月16日－1993年4月17日） - 副主任：雷 佳（1988年5月16日－1993年4月17日） - 副主任：关 标（1991年4月20日－1993年4月17日） - 副主任：黄源贤（1992年11月24日－1993年4月17日） |

### 第十届人民代表大会
任期（1993年4月17日－1998年4月24日）：

| - 主 任：韩 英（1993年4月17日－1998年4月24日） | - 副主任：杨庆仁（1993年4月17日－1995年12月） - 副主任：李贵煌（1993年4月17日－1997年6月） - 副主任：雷 佳（1993年4月17日－1998年4月24日） - 副主任：黄翠英（1993年4月17日－1997年6月） - 副主任：黄源贤（1993年4月17日－1997年2月） - 副主任：苏学勋（1993年4月17日－1998年4月24日） - 副主任：赵绍祺（1997年4月12日－1998年4月24日） - 副主任：黄耀池（1997年4月12日－1998年4月24日） |

### 第十一届人民代表大会
任期（1998年4月24日－2003年5月15日）：

| - 主 任：韩 英（1998年4月24日－2000年4月28日） - 主 任：林浩坤（2000年4月28日－2002年10月） - 代主任：马玉堂（2002年10月－2002年11月28日） - 主 任：黄龙云（2002年11月28日－2003年5月15日） | - 副主任：沈 锋（1998年4月24日－2003年5月15日） - 副主任：梅彼得（1998年4月24日－2003年5月15日） - 副主任：赵绍祺（1998年4月24日－2001年10月） - 副主任：周福贤（1998年4月24日－2003年5月15日） - 副主任：陈广灵（2001年3月2日－2003年5月15日） - 副主任：黄少霞（2001年3月2日－2003年5月15日） - 副主任：马玉堂（2002年3月1日－2003年5月15日） - 副主任：冯润胜（2002年3月1日－2003年5月15日） |

### 第十二届人民代表大会
任期（2003年5月15日－2007年1月11日）：

| - 主 任：黄龙云（2003年5月15日－2006年10月30日） - 代主任：邓威楹（2006年10月30日－2007年1月11日） | - 副主任：邓威楹（2003年5月15日－2007年1月11日） - 副主任：关泽雄（2003年5月15日－2007年1月11日） - 副主任：沈 锋（2003年5月15日－2007年1月11日） - 副主任：关保权（2003年5月15日－2007年1月11日） - 副主任：陈广灵（2003年5月15日－2007年1月11日） - 副主任：黄少霞（2003年5月15日－2007年1月11日） - 副主任：冯润胜（2003年5月15日－2007年1月11日） - 副主任：徐海祥（2003年5月15日－2007年1月11日） |

### 第十三届人民代表大会
任期（2007年1月11日－2012年1月11日）：

| - 主 任：林元和（2007年1月11日－2010年7月24日） - 主 任：陈云贤（2010年7月24日－2011年8月12日） - 代主任：卢汉超（2011年8月12日－2012年1月11日） | - 副主任：卢汉超（2007年1月11日－2012年1月11日） - 副主任：陈广灵（2007年1月11日－2010年7月24日） - 副主任：黄少霞（2007年1月11日－2010年7月24日） - 副主任：徐海祥（2007年1月11日－2012年1月11日） - 副主任：蒋顺威（2007年1月11日－2012年1月11日） - 副主任：黄建丰（2007年1月11日－2012年1月11日） - 副主任：林邦彦（2007年1月11日－2012年1月11日） - 副主任：刘耀淳（2011年1月30日－2012年1月11日） |

### 第十四届人民代表大会
任期（2012年1月11日－2017年1月12日）：

| - 主 任：李贻伟（2012年1月11日－2014年6月17日） - 代主任：杨建华（2014年6月17日－2015年2月6日） - 主 任：刘悦伦（2015年2月6日－2016年4月29日） - 主 任：鲁 毅（2016年4月29日－2017年1月12日） | - 副主任：杨建华（2012年1月11日－2017年1月12日） - 副主任：徐海祥（2012年1月11日－2017年1月12日） - 副主任：黄建丰（2012年1月11日－2016年4月29日） - 副主任：刘耀淳（2012年1月11日－2015年2月6日） - 副主任：卢立湃（2012年1月11日－2017年1月12日） - 副主任：霍 伙（2012年1月11日－2017年1月12日） - 副主任：林 征（2015年2月6日－2017年1月12日） - 副主任：熊志翔（2016年4月29日－2017年1月12日） |

### 第十五届人民代表大会
任期（2017年1月12日－2022年1月9日）：

| - 主 任：鲁 毅（2017年1月12日－2021年6月29日） - 主 任：郑 轲（2021年6月29日－2021年11月15日） - 主 任：胡 钛（2021年11月15日－2022年1月9日） | - 副主任：李子甫（2017年1月12日－2020年6月18日） - 副主任：麦洁华（2017年1月12日－2022年1月9日） - 副主任：刘 珊（2017年1月12日－2022年1月9日） - 副主任：李 坚（2017年1月12日－2022年1月9日） - 副主任：叶 良（2017年1月12日－2021年6月25日） - 副主任：黄 坚（2017年1月12日－2022年1月9日） - 副主任：徐东涛（2020年6月18日－2022年1月9日） - 副主任：张朝志（2021年6月29日－2022年1月9日） |

### 第十六届人民代表大会
任期（2022年1月9日－）：

| - 主 任：胡 钛（2022年1月9日－） | - 副主任：刘 珊（2022年1月9日－） - 副主任：李 坚（2022年1月9日－） - 副主任：徐东涛（2022年1月9日－） - 副主任：张朝志（2022年1月9日－） - 副主任：杨永泰（2022年1月9日－） - 副主任：贾 伟（2022年1月9日－） |